# Pretor
Pretor sau Praetorius (v. lat.: Praetor "cel ce merge înainte") a fost un titlu în Roma antică încă din anul 366 î.e.n. al conducătorilor de armată, superiorul lui fiind numai consulul. Cea mai înaltă funcție de stat a unui pretor era (Praetor urbanus) care din anul 242 î.e.n. a primit ca ajutor un (Praetor peregrinus).
În afară de funcția militară, pretorul putea să emită edicte, având și alte funcții de stat și atribuții de judecător, fiind ales în funcție la fel ca un consul.

## Tipuri
Praetor Peregrinus
Pretorul peregrin (praetor peregrinus) apare pentru prima dată în 241 î. Hr., ca rezutat al înmulțirii pretorilor și al grijei de a-i proteja pe peregrini (oameni liberi, care nu sunt nici cetățeni romani, nici latini și locuiesc pe teritoriul Romei). Până în acel moment, nu exista decât un singur pretor - cel urban. Pretorul peregrin era însărcinat cu litigiile dintre peregrini sau dintre peregrini și cetățeni.